# Kampuchea Democrática
Kampuchea Democrática (en camboyano: កម្ពុជាប្រជាធិបតេយ្យ, romanizado: Kâmpŭchéa Prâcheathippadey) fue el nombre oficial de Camboya bajo la dictadura de extrema izquierda de Pol Pot y su guerrilla de los Jemeres Rojos —brazo armado del Partido Comunista de Kampuchea—, que gobernó el país entre 1975 y 1979, tras la guerra civil de 1970-1975. Este periodo vio la muerte de aproximadamente 1,8 millones de camboyanos a través de ejecuciones políticas, hambrunas y trabajo forzado, lo que representó la desaparición de entre el 30 y el 35 % de la población nacional.
De acuerdo a las estadísticas de K. D. Jackson, el 17 de abril de 1975, año en que los jemeres rojos tomaron Nom Pen, había en Camboya una población de 7,3 millones de habitantes. Cuando Vietnam comenzó la invasión en diciembre de 1978, el país tenía una población de 5,7 millones de habitantes, lo que representa un dramático descenso de 1,6 millones en menos de cuatro años. K. D. Chandler señala como razones de este drástico descenso de la población —que calcula en 1,5 millones de desaparecidos— la malnutrición, los trabajos forzados y las enfermedades mal atendidas en general, pero 200 000 personas, probablemente más, fueron ejecutadas sin juicio, clasificados como «enemigos», entre los que se contaban niños, ancianos y personas pertenecientes incluso al mismo Partido Comunista. Puesto que la mayoría de las víctimas pertenecían a la etnia jemer, el periodista socialista Jean Lacouture denominó a este proceso «auto-genocidio».

## Contexto
Si bien el gobierno del príncipe Norodom Sihanouk había aplicado una política de mano dura en contra del comunismo camboyano después de la independencia del país en 1954, se opuso a la intervención estadounidense en el conflicto de Vietnam. La neutralidad camboyana fue vista con desconfianza por Estados Unidos que acusó a Norodom Sihanouk de prestar su territorio como santuario del Viet Cong y del ejército de Vietnam del Norte. En 1970, con la ayuda de la CIA, el general Lon Nol, quien había sido su ministro de defensa, dio un golpe de Estado contra el príncipe, que estaba en una gira internacional, y alineó inmediatamente a Camboya con Estados Unidos y Vietnam del Sur. Este acto evidenció a un nuevo actor en el conflicto: los jemeres rojos, que actuaban como una guerrilla, pero que hasta entonces no habían tenido mayor importancia. El movimiento, liderado por un personaje oscuro del cual no se supo su identidad sino hasta 1977, Pol Pot, pronto ganó popularidad entre el campesinado del norte del país, que estaba acosado por los intensos bombardeos estadounidenses realizados sin la aprobación de la ONU y que representaban un desesperado intento de destruir lo que llamaban los «santuarios del Viet Cong». Los bombardeos sobre el norte de Camboya comenzaron en marzo de 1969 y duraron hasta 1973 autorizados por el presidente Richard Nixon y liderados por su director de seguridad nacional Henry Kissinger. Camboya recibió por parte de los bombarderos estadounidenses 539 129 toneladas de bombas, es decir, tres veces más de las que EE. UU. lanzó contra Japón durante la II Guerra Mundial. Los bombardeos causaron la muerte de 50 000 personas y no hicieron otra cosa que incrementar la popularidad y la fuerza de la naciente guerrilla. Los jemeres rojos recibieron además apoyo de China, que les suministró armamento. Para diciembre de 1978, víspera de la guerra con Vietnam, había entre 14 000 y 20 000 asesores técnicos y militares chinos en Camboya.
Para 1973, el 60 % del territorio camboyano estaba bajo control de la guerrilla, y ésta empezó una segura marcha hacia la capital. Muchos camboyanos se unieron a los jemeres rojos por lealtad al príncipe Norodom Sihanouk, en nombre del cual la guerrilla decía actuar, prometiendo su restitución al poder en cuanto el dictador y los estadounidenses fueran derrocados. 
A principios de 1975, la suerte estaba echada en la península de Indochina: los Estados Unidos y sus aliados tuvieron que retirarse precipitadamente y las fuerzas comunistas tomaron el control de Laos, Vietnam del Sur y Camboya. 
El 17 de abril, los jemeres rojos entraron victoriosos en Phnom Penh, una populosa ciudad de más de dos millones de habitantes, la mayoría refugiados. Ese mismo día comenzó la evacuación forzada, preludio de lo que sería la Kampuchea Democrática de Pol Pot.

## Evacuación forzada

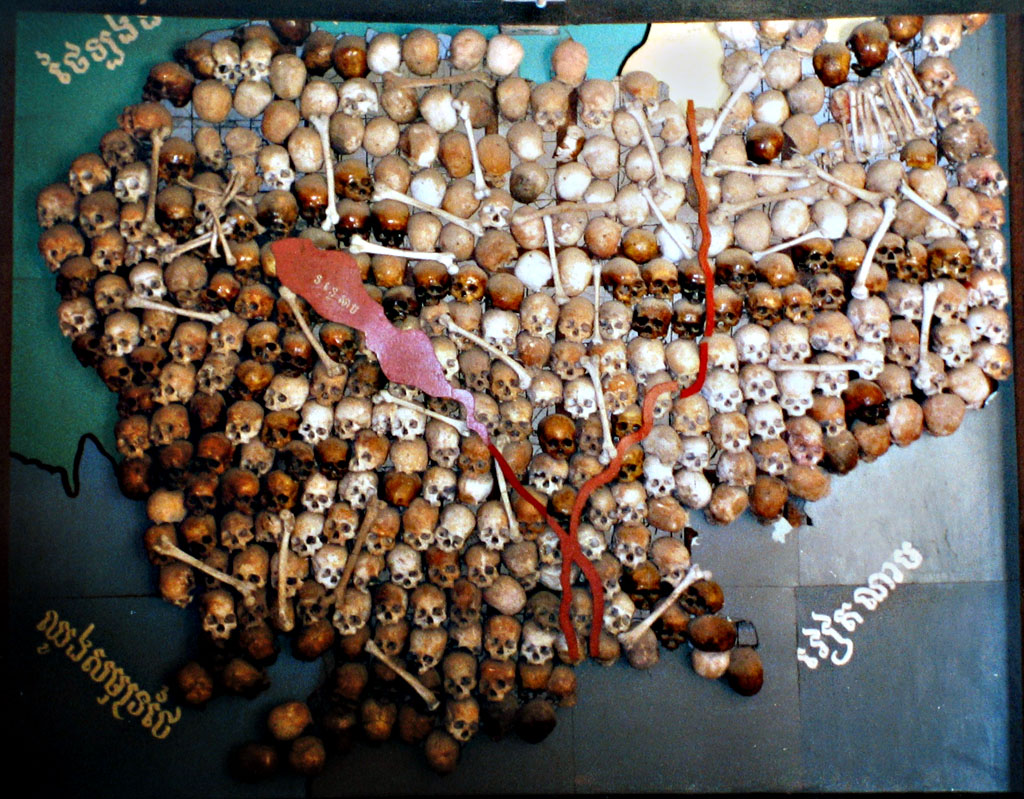
Un mapa hecho con cráneos de las víctimas de S-21 exhibido en Tuol Sleng. El mapa fue hecho después de la caída del régimen como una parodia de los resultados de una política extremista. En la actualidad se exhibe una copia, porque los cráneos originales fueron puestos a disposición de las autoridades para las investigaciones por crímenes de guerra. Esta foto corresponde al original.

Artículo complementario: Caída de Phnom Penh
Una de las primeras acciones de los jemeres rojos fue la evacuación de toda la población urbana hacia el campo. Para C. Etcheson se pueden especular al menos cinco razones para esta decisión:
- El problema de la seguridad en la ciudad: Los jemeres rojos temían que elementos contrarrevolucionarios pudieran desestabilizar las áreas urbanas, por lo que era mejor mover a toda la población urbana al campo, que ellos conocían mejor.
- Problemas de sanidad.
- Programa político basado en las teorías de Huo Yuon que abogaba por la construcción de una sociedad estrictamente agraria y Pol Pot tenía en su programa el cumplimiento de dicho ideal al pie de la letra.
- Divisiones internas en el Partido y la intención de Pol Pot de asentar definitivamente su supremacía.
- Temores de un bombardeo de la capital.

## Liquidación del ejército republicano
Una primera etapa después de la caída de Phnom Penh la constituye la liquidación del ejército republicano del dictador Lon Nol, decretándose como primera medida el asesinato de todos los oficiales de teniente segundo para arriba y sus esposas, hecho que fue conocido inmediatamente en medios internacionales sin reacción alguna.
Según los estudios de Etcheson los jemeres rojos «actuaron rápida y sistemáticamente para liquidar a los altos mandos del derrotado ejército». Uno de los testimonios presentados por el autor se sitúa el 19 de abril de 1975 en al área de Battambang:

El 19 de abril de 1975, más de 300 oficiales del ejército de Lon Nol fueron reunidos de Battambang y se les dijo que se pusieran sus mejores uniformes y todas sus decoraciones porque iban a saludar al Príncipe Sihanouk en su regreso glorioso a la Camboya libre. Después de prepararse como les fue dicho, fueron llevados en camiones y se les hizo bajar en una localidad prevista cerca de Kbal Damrei. A continuación fueron acribillados desde todos lados. Dos de las víctimas pudieron escapar y mencionar su historia fuera de la Kampuchea Democrática.

Sin embargo, para algunos estudiosos esta primera fase de muertes no puede ser atribuida directamente al plan del posterior genocidio, como argumenta el mismo Etcheson:

Un pequeño número de analistas han argumentado que las matanzas del gobierno [de Lon Nol] (y aquellos de un rango menor y de civiles) inmediatamente después de la victoria del 17 de abril no representaron una exterminación sistemática ordenada por los líderes del partido, sino más bien el resultado de un espontáneo y no planificado exceso de venganzas por parte de un ejército de guerrilleros ignorantes, adolescentes y soldados campesinos.

Dicha posición sostenida entonces por autores como Noam Chomsky y Edward S. Herman es contestada por la mayoría de estudiosos del tema que dicen que si fue así, no se entiende la razón por la cual se esperó a que pasaran seis semanas antes de que las autoridades centrales del partido dieran la orden de detener dichos actos de eliminación (28 de mayo).

## Población
Si se incluyen las estadísticas de población de la llamada República Jemer fundada por el dictador Lon Nol en 1970 hasta la caída del régimen de los jemeres rojos en 1979, Camboya presenta el crecimiento de población negativo más alto de la historia de la humanidad desde la II Guerra Mundial. Según un censo de población de 1962, Camboya debía tener una previsión de 7,1 millones de habitantes para 1970 y, si todo hubiera sido normal, para 1979 debería de haber tenido 9 millones de habitantes. Cuando Vietnam invadió el país había entre 4,7 y 5,5 millones de habitantes.
Se tienen entonces dos periodos irregulares que no deben confundirse: el primero corresponde a la «República Jemer» de Lon Nol (1970-1975) y el segundo a la Kampuchea Democrática de Pol Pot (1975-1979). Evidentemente el descenso de población que se dio durante el primer periodo por causa de la guerra y sus consecuencias y varias fuentes determinan que el número de muertes está en un rango entre 200 000 (según W.J. Sampson) y un millón de personas (según Khieu Samphan), con una estimación más frecuente que indica unas seiscientas mil personas. En 1975, con la victoria de los jemeres rojos, el cálculo de población es de 7,2 millones de personas, es decir, el crecimiento es mínimo en relación con los datos de 1970. Esto quiere decir que un promedio de 1,7 millones de personas desaparecieron durante el régimen de Pol Pot.

### Cálculo de muertes
Las siguientes fuentes presentadas por Etcheston dan un cálculo de muertes durante los años del régimen (1975-1978):
1. Ieng Sary: 3000.
2. Time Magazine: 60 000.
3. Ministerio de Relaciones Exteriores de Francia: 800 000.
4. Pol Pot: 800 000.
5. Khieu Samphan: 1 000 000.
6. Barron y Paul: 1 200 000.
7. Departamento de Estado de EE. UU.: 1 200 000.
8. Amnistía Internacional: 1 400 000.
9. Norodom Sihanouk: 1 500 000.
10. Ben Kiernan: 1 500 000.
11. François Ponchaud: 2 030 000.
12. Lon Nol: 2 050 000.

Para Etcheston, todos estos cálculos no pueden ser considerados estrictos simplemente porque no existió un censo real de población durante el periodo 1970-1978. Los que se tienen son los de 1967 y 1983. Sin embargo, las evidencias de muertes generalizadas, ejecuciones extrajudiciales, hambrunas, terrorismo de Estado y epidemias son legítimas y la cifra más objetiva del número de desaparecidos puede ponerse en 1,7 millones de personas para el periodo 1975-1979:

En magnitud absoluta de masacres la revolución de la Kampuchea [Democrática] puede ser comparada con las revoluciones rusa y china. En términos del porcentaje total de población desaparecida es sin duda la más sangrienta

### Causas de morbilidad

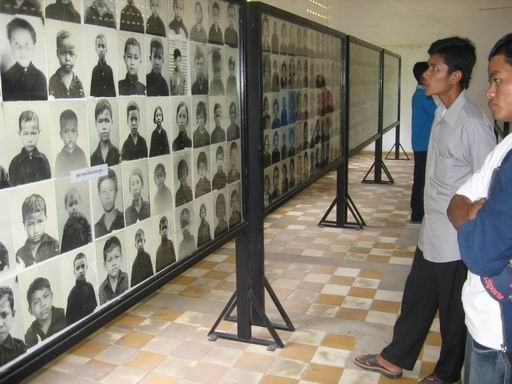
Las fotos de las víctimas de Tuol Sleng son parte de las pruebas de los crímenes de guerra efectuados durante la Kampuchea Democrática.

Si bien entre las causas de morbilidad de la población durante los años del régimen (1975-1979) se pueden señalar las hambrunas y epidemias, las pruebas conservadas actualmente por el Centro de Documentación de Camboya (DC-Cam) añaden las siguientes:
- Torturas sistemáticas.
- Extensiva práctica de ejecuciones extrajudiciales.
- Programas de genocidio específicos contra grupos religiosos y minorías étnicas.
- Dramático declive de la población nacional.

Las pruebas de la existencia de dichos actos pueden ser clasificadas de la siguiente manera:
- Testimonios de los sobrevivientes tanto de víctimas como de los mismos verdugos.
- Testimonios de los refugiados de guerra en Tailandia, especialmente después de iniciada la invasión por parte de Vietnam. Los refugiados fueron los primeros en dar a conocer los primeros relatos del sangriento régimen. Estos testimonios han producido una gran cantidad de material documental en la actualidad como libros, vídeos y arte gráfico. Los testimonios coinciden todos en los siguientes hechos históricos:
  - La evacuación precipitada de los grandes centros urbanos.
  - La marcha forzada durante un periodo de tres meses hacia diferentes sectores del país.
  - La brusca colectivización de la producción y la colectivización de la vida cotidiana.
  - La destrucción de la libertad de prensa.
  - La abolición de la moneda.
  - La abolición del mercado.
  - La abolición de las escuelas.
  - Los ataques cotidianos a las religiones y a las tradiciones culturales.
  - La normalización de ejecuciones sumarias.
  - El hambre y las epidemias.
- Los centros de interrogación y tortura descubiertos por los vietnamitas en 1979.
- Las fosas comunes encontradas y excavadas con esqueletos humanos de todas las edades.
- El dramático descenso de la población a escala global en al menos un millón y medio de personas y asimismo la reducción de minorías étnicas como los Cham o camboyanos de origen vietnamita y la de origen chino.
- La gran cantidad de material elaborado en esa época por los mismos jemeres rojos como las fotografías de las víctimas, sus testimonios firmados bajo tortura, informes elaborados por mandos medios y superiores, órdenes y cartas.

En Tuol Sleng, como un ejemplo, se tiene el siguiente balance de ejecuciones de prisioneros presentado por David Hawk:
1. 15 de octubre de 1977: 418
2. 18 de octubre de 1977: 179
3. 20 de octubre de 1977: 88
4. 23 de octubre de 1977: 148
5. 27 de mayo de 1978: 582

Las cifras de ejecuciones y torturas eran cuidadosamente archivadas por los jemeres rojos. Las víctimas eran fotografiadas al ingresar a la prisión, antes, durante y después de la tortura y tras la ejecución. Todo ese material, hoy conservado en DC-Cam, es parte de las pruebas para la acusación de crímenes de guerra y genocidio.
Por otra parte, los jemeres rojos conservaron los diarios de interrogación con notas adjuntas por parte de los mandos superiores sobre las maneras de interrogar, de torturar o sobre lo que tenían que confesar:

Después de 1979, los casi cientos de miles de páginas de confesión, sumarios, formularios de ingreso [de prisioneros], autorización de tortura, informes de tortura, fotografías de prisioneros, órdenes firmadas de ejecución, diarios de ejecución y documentos similares fueron conservados en la antigua prisión en un salón del segundo piso de Tuol Slang. Las fotografías de los arrestados fueron exhibidas en el primer piso en donde los camboyanos podían ir a buscar a sus parientes desaparecidos. La «sección de empleados» de los archivos contiene fotografías y biografías de los guardias, interrogadores y ejecutores de Tuol Sleng

## La política de los jemeres rojos
Después de la victoria del 17 de abril de 1975, Pol Pot lanzó un rápido programa de gobierno en busca de la consolidación de un régimen de rasgos totalitarios, basado en un sistema económico de explotación radicalmente agraria, que incluía la evacuación forzosa y desaparición de las ciudades, tenidas por espacios de la burguesía, la moneda, el mercado, las religiones y una completa ruralización de la sociedad, y el férreo control de las bases del ejército guerrillero sobre la población civil. Pol Pot había sido secretario general del Partido Comunista Camboyano desde febrero de 1963 y con sus asociados conformó la máxima cúpula del partido poniendo en lugares claves a sus aliados. Pol Pot inició una purga de sus oponentes, tanto reales como imaginarios, a la que llamó «en busca del enemigo oculto», que llevó a que numerosos miembros del partido, entre ellos altos mandos, fueran ejecutados, junto con grandes capas de la población civil, aplicando un extensivo sistema de arresto, torturas y ejecuciones sumarias.
La oposición a Vietnam fue una característica de la Kampuchea Democrática. Primero Pol Pot evitó cualquier intromisión de Hanói dentro de Camboya y después abogó por devolver a Camboya la llamada Kampuchea Krom, el sur de Vietnam, que había sido en siglos pasados territorio camboyano. Con ese motivo dirigió múltiples hostilidades contra los países vecinos, pero especialmente contra Vietnam.
El príncipe Sihanouk, que había sido derrocado por Lon Nol en 1970 y que había liderado un gobierno en el exilio desde China, fue más bien una figura emblemática utilizada por los jemeres rojos para consolidar su poder ante una nación rural que respetaba profundamente la tradición reverencial al rey (aunque Norodom Sihanouk había abdicado para poder presentarse como primer ministro, para el pueblo seguía siendo el rey):

Una de las razones principales por las cuales el KCP (...) pudo alcanzar la victoria sobre las fuerzas de la República Jemer de Lon Nol fue que este pudo enlazarse, a los ojos de los campesinos, a dos fuentes primarias de la mitología consciente del colectivo: la monarquía y los monjes.

Uno de los errores más graves de Lon Nol no fue que hubiera hecho un golpe de Estado al Reino de Camboya para establecer su «república jemer», sino que hizo un golpe de Estado a quien ostentaba el linaje del antiguo Imperio jemer y de la gloria de Angkor. Los jemeres rojos habían sido más conscientes que el dictador de este hecho y lo aprovecharon en su favor diciendo a los campesinos que ellos luchaban no solo por la expulsión de los imperialistas occidentales, sino también por la restitución del Rey. Una prueba de la manipulación de la figura de la monarquía ancestral y de la religión lo constituye el hecho de que los jemeres rojos situaron artilleros en las bases del Templo de Angkor, una estrategia que les atrajo simpatías ante los camboyanos que vieron el acto como una demostración de que la guerrilla estaba protegiendo los lugares sagrados del gobierno ilegítimo. Los ataques contra esa artillería que dañaron parte del Templo por parte del ejército del dictador fue además una prueba a los ojos de los camboyanos de que Lon Nol no quería sino destruir la identidad jemer: la estrategia dio sus resultados.
Con la victoria el rey no era necesario, así como no eran necesarios los monjes. Comenzó entonces el rápido proceso de reemplazo del rey y de la religión por la del Partido. El príncipe Norodom Sihanouk fue presentado durante los primeros meses del régimen como el primer ministro restituido, pero no era más que una figura protocolaria. Su aparente renuncia y su «retiro voluntario» con una pensión fijada por el Partido, darían vía libre a la proclamación definitiva de una constitución proclamada el 5 de enero de 1976 y que dio oficialmente inicio a la «Kampuchea Democrática»:

Puesto que todo el pueblo camboyano y todo el Ejército Revolucionario de Kampuchea deseaba la independencia, unidad, paz, neutralidad, no alineación, una Kampuchea soberana que goza de la integridad de su territorio, una sociedad nacional hecha de una genuina felicidad, igualdad, justicia y democracia, sin ricos ni pobres y sin explotadores ni explotados, una sociedad en la cual todos viviesen en armonía en una solidaridad nacional y que reúna fuerzas para hacer el trabajo manual todos juntos e incremente la producción para la construcción y defensa del país; y puesto que la resolución del Congreso Especial Nacional tenido el 25, 26 y 27 de abril de 1975 solemnemente proclamó el reconocimiento y respeto por las voluntades citadas de todo el pueblo y de todo el Ejército Revolucionario de Kampuchea (...)

## Religión
El artículo XX de la Constitución de la Kampuchea Democrática establecía la libertad de culto:

Cada ciudadano de Kampuchea tiene el derecho a rendir culto de acuerdo con cualquier religión y el derecho a no rendir culto de acuerdo a cualquier religión. Cualquier religión reaccionaria que vaya en detrimento de la Kampuchea Democrática y del pueblo de Kampuchea está absolutamente prohibida.

Pero la realidad fue bien diferente y analistas vietnamitas se refieren a este punto como «letra muerta». En la mente de los líderes de la Kampuchea Democrática las «religiones reaccionarias» eran el budismo, Islam y cristianismo, las tres religiones de mayor práctica en el país junto a formas de religiones naturales animistas. Estas tres religiones no sólo fueron prohibidas, sino que todos sus lugares de culto fueron destruidos o desacralizados.
Dice en tal sentido Gregory H. Stanton, presidente de «Genocide Watch»:

Hemos reunido evidencias que establecen sin ninguna duda que los jemeres rojos tenían la intención de destruir los principales grupos minoritarios de la población. Los cham musulmanes, los cristianos, los monjes budistas y las minorías vietnamitas y chinas estaban dentro de las etnias, religiones y grupos nacionales marcados para su destrucción. Con ellos, por supuesto, estaba la «clase enemiga» y la llamada gente «nueva», que era la gente de las ciudades, los que fueron del anterior régimen de Lon Nol y otros. Esos grupos fueron también víctimas de genocidios bajo la perspectiva de la legislación internacional, pero están menos cubiertos bajo la convención sobre genocidio que los cham musulmanes, los monjes budistas, los cristianos y otras etnias y minorías religiosas

### Budismo
En el caso del budismo, la religión mayoritaria del pueblo jemer, las pagodas fueron convertidas en centros de adoctrinamiento, almacenes e incluso centros de tortura y prisión. Los monjes - el otro «gran rey» de la cultura jemer -, fueron obligados a despojarse de sus hábitos naranja y obligados a trabajar en los campos bajo el estigma «parásitos que comen el arroz del pueblo». Existen algunos indicios de zonas por lo general retiradas del centro del poder del Partido en las que algunas pagodas fueron respetadas:

Cómo algunos monjes lo lograron es difícil de explicar. Es posible que en esas zonas, camaradas dedicados a otros aspectos más extremistas del programa de Saloth Sar no hayan logrado un completo control. Es posible que los monjes fuesen lo suficientemente fuertes para que la Organización no se atreviese a moverse rápidamente como hizo [en otros lugares]. Es posible que el carisma de los monjes de mayor edad intimidara a los jóvenes camaradas que temían ser vistos como sus perseguidores. Es posible que algunos de los monjes fueran ellos mismos revolucionarios de influencia dentro del movimiento que no se habían todavía conformado a las políticas del Comité Central. De todos modos, dichos casos fueron excepcionales.

Según los informes recogidos por Prea Mojá Ghosananda en su campaña de pacificación nacional y restauración del budismo como pieza clave en la reconstrucción del país, en 1976 la población de monjes budistas en Camboya era de 60 mil personas. En 1979, cuando Ghosananda entró a los campos de refugiados desde Tailandia, los monjes que quedaban eran tan sólo tres mil.

### Islam
Las dos principales religiones minoritarias de la época en Camboya (islam y catolicismo) tampoco tienen mejores recuerdos:
Entre los camboyanos se destaca la etnia cham, descendientes del desaparecido Reino de Champa que era de origen malayo y musulmán de corte sunita. Ysa Osman, del Centro de Documentación de Camboya en su libro «Oukoubah: Justicia para los cham musulmanes bajo el régimen de la Kampuchea Democrática», afirma que entre 400 000 y 500 000 chams murieron entre 1975 y 1979. Los datos fueron contestados por Ben Kiernan en su informe «Estudios Críticos de Asia» quien afirma que fueron 87 000 chams, pero las nuevas investigaciones no han podido desmentir los datos de Osman.
Para Stanton el genocidio fue parte de los programas políticos de los jemeres rojos, lo cual se puede evidenciar en múltiples órdenes que se conservan en el Centro de Documentación de Camboya (CD-Cam) y en el Departamento de Historia de la Universidad de Yale, centro de estudios sobre el genocidio camboyano. Una de las más célebres se refiere precisamente a los cham y dice:

La nación cham no debe existir más en suelo de Kampuchea, que pertenece a los jemer. Por lo tanto, la nacionalidad cham, el idioma, las costumbres y creencias religiosas deben ser inmediatamente abolidas. Aquellos que fallen en obedecer esta orden sufrirán las consecuencias de sus actos de oposición a Angkar [el alto comando de los jemeres rojos]

Según los estudios de Stanton y de CD-Cam, se tiene el caso de la Kompung Cham, el territorio natural de la etnia, en donde en un solo día cinco mil personas fueron asesinadas y arrojadas a fosas comunes, según testimonios de los supervivientes y que aseguran además que varias personas fueron quemadas vivas. Stanton menciona además que los estudios de Etcheson muestran fuertes indicios de que la etnia vietnamita camboyana también fue objetivo del programa:

Las apreciaciones de Heder de que los vietnamitas eran «residentes foráneos» es irrelevante bajo los términos de la Convención sobre Genocidios. Aun si lo fueran, se trataría de un grupo nacional y su aniquilación sería un genocidio

### Catolicismo
El tercer grupo religioso camboyano antes de 1975 era el de la Iglesia católica, la cual estaba conformada en su mayoría por camboyanos de etnia vietnamita, este hecho hizo que los católicos nativos fueran vistos más como una injerencia de ese país en los asuntos internos camboyanos y que todos los católicos fueran señalados como vietnamitas o relacionados con Vietnam. El primer acto en contra de la Iglesia Católica fue la destrucción de la Catedral de Nom Pen, sede del Vicariato Apostólico de Phnom Penh, que había sido construida durante la Colonia Francesa; todos los misioneros extranjeros fueron expulsados —entre ellos François Ponchaud quien escribió el primer informe sobre los acontecimientos sangrientos del régimen— y muchos de los religiosos nativos corrieron la misma suerte de los monjes budistas. Poco antes de la entrada de los jemeres rojos en Phnom Penh, la Iglesia ordenó obispo de la ciudad al sacerdote camboyano Joseph Chhmar Salas el 14 de abril de 1975. La razón de dicho acto era la esperanza de que el nuevo régimen respetara a una Iglesia liderada por un camboyano junto al obispo nativo Paul Tep Im Sotha, prefecto apostólico de Battambang. Sin embargo, ambos obispos, todos los sacerdotes, religiosos y religiosas camboyanos y católicos corrieron la misma suerte del resto de la población: los dos obispos murieron pronto agotados debido a los trabajos forzados en el campo, muchos sacerdotes fueron ejecutados y todos los lugares de culto fueron destruidos. Todos los religiosos extranjeros que se negaron a abandonar el país fueron ejecutados bajo la acusación de espionaje.

## Relaciones exteriores

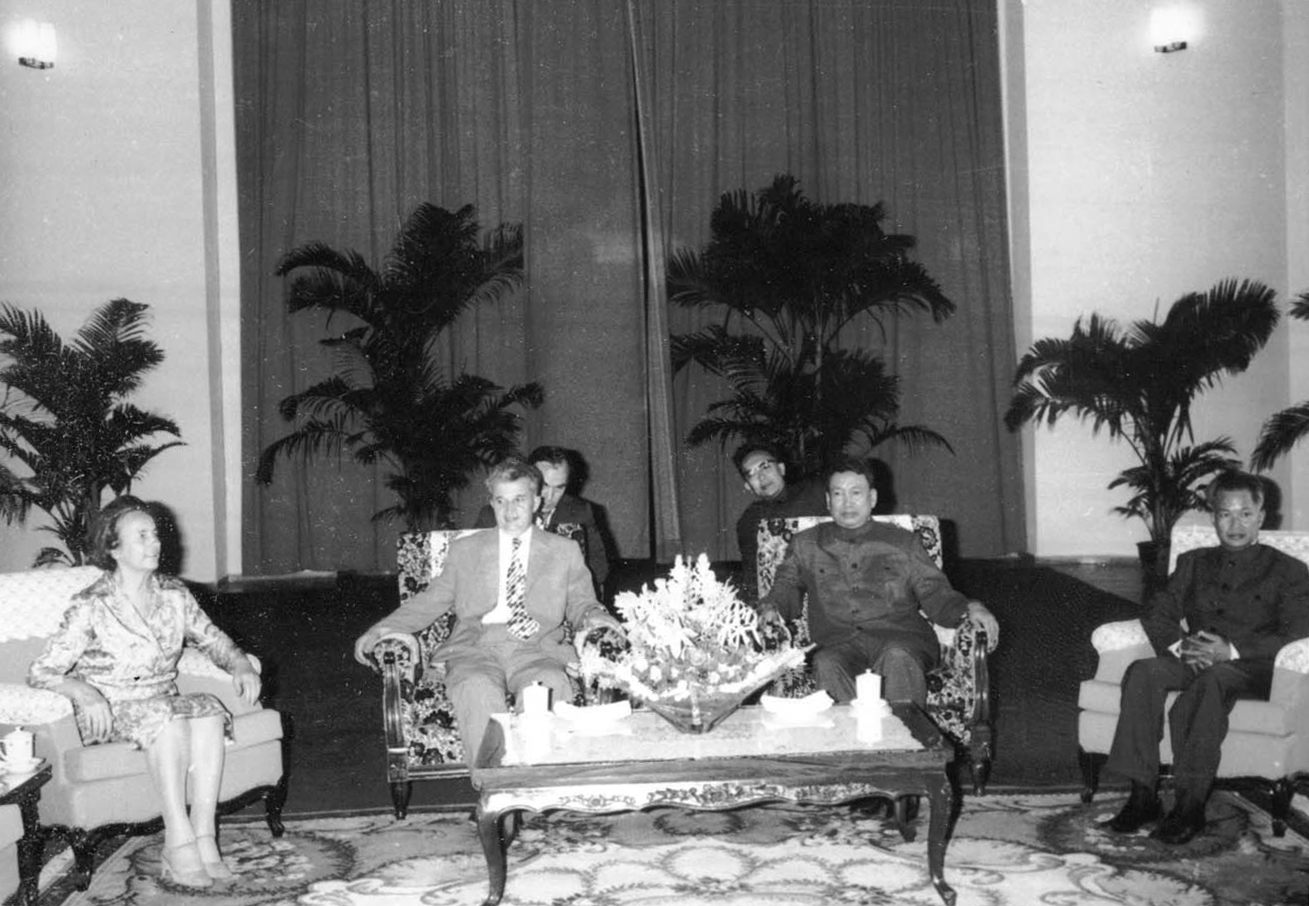
Reunión de Pol Pot con el líder marxista rumano Nicolae Ceaușescu durante la visita de este último a Camboya en 1978

El régimen de la Kampuchea Democrática mantuvo estrechos vínculos con China, su principal patrocinador, y en menor medida con Corea del Norte. En 1977, en un mensaje de felicitación a los compañeros camboyanos por el 17° aniversario del PCK, Kim Jong-il felicitó al pueblo camboyano por haber “aniquilado al grupo contrarrevolucionario de espías que habían cometido actividades subversivas y de sabotaje”.
Al tomar el poder, los Jemeres Rojos rechazaron tanto a los estados occidentales como a la Unión Soviética como fuentes de apoyo. En cambio, China se convirtió en el principal socio internacional de Camboya. Con Vietnam cada vez más del lado de la Unión Soviética sobre China, los chinos vieron al gobierno de Pol Pot como un baluarte contra la influencia vietnamita en Indochina. Se estima que al menos el 90% de la ayuda exterior que recibieron los Jemeres Rojos provino de China, y solo en 1975, al menos US$ 1.000 millones en ayuda económica y militar sin intereses provinieron de China. Sin embargo, la relación entre los gobiernos de China y Camboya se vio empañada por la sospecha mutua y China tuvo poca influencia en las políticas internas de Pol Pot. Tuvo una mayor influencia en la política exterior de Camboya, presionando con éxito al país para buscar un acercamiento con Tailandia y abrir la comunicación con los EE. UU. para combatir la influencia vietnamita en la región. Después de la muerte de Mao en septiembre de 1976, Pol Pot lo elogió y Camboya declaró un período oficial de luto. En noviembre de 1976, Pol Pot viajó en secreto a Beijing, buscando mantener la alianza de su país con China después de que la Banda de los Cuatro fuera arrestada. Desde Beijing, luego lo llevaron de gira por China, visitando sitios asociados con Mao y el Partido Comunista Chino.
Si bien Kampuchea Democrática ocupó el escaño de Camboya en la ONU y fue reconocida internacionalmente, solo los siguientes países tenían una embajada en Camboya: Birmania, Albania, República Popular China, Corea del Norte, Cuba, Egipto, Laos, Rumania, Vietnam y Yugoslavia. La propia Kampuchea Democrática, por otro lado, estableció embajadas en varios países: Albania, Argelia, Arabia Saudita, República Popular China, Corea del Norte, Cuba, Egipto, Rumania, Laos, Suecia, Tanzania, URSS, Vietnam y Yugoslavia. Los chinos fueron el único país al que se le permitió conservar su antigua embajada en Nom Pen. Todos los demás diplomáticos fueron obligados a vivir en habitaciones asignadas en el Boulevard Monivong. Esta calle fue bloqueada con barricadas y no se permitió a los diplomáticos salir sin escoltas. Su comida les era traída y proporcionada a través de la única tienda que permanecía abierta en el país.

## Ideología

### Influencias ideológicas
Los Jemeres Rojos estuvieron fuertemente influenciado por Mao Zedong, el Partido Comunista Francés y los escritos de Karl Marx y Vladimir Lenin, así como por las ideas de la superioridad racial de los jemeres. Volviendo a mirar las raíces de la ideología que guio a los intelectuales de los JR detrás de la revolución, se hace evidente que las raíces de tal pensamiento radical se remontan a una educación en Francia que puso en el camino a muchos de los altos funcionarios de los JR a pensar que el comunismo exigía violencia.
Las influencias de la Revolución francesa llevaron a muchos de los que estudiaron en París a creer que la teoría política marxista que se basaba en la lucha de clases podía aplicarse a la causa nacional en Camboya. La premisa de la lucha de clases sembró las semillas ideológicas de la violencia e hizo que la violencia pareciera aún más necesaria para el éxito de la revolución. Además, debido a que muchos de los altos funcionarios de los JR como Pol Pot, Khieu Samphan y Kang Guek Eav (también conocido como Duch) eran educadores e intelectuales, no pudieron conectarse con las masas y se enajenaron a su regreso a Camboya, alimentando su pensamiento radical.
Michael Vickery minimiza la importancia de las personalidades para explicar el fenómeno de la KD, y señala que los contemporáneos de antes de la guerra nunca consideraron malvados a los líderes de la KD. Esta opinión es cuestionada por algunos, incluido Rithy Phan, quien después de entrevistar a Duch, el jefe de Tuol Sleng, parece sugerir que Duch era un individuo temible que se aprovechaba y aprovechaba las debilidades de los demás. En definitiva, el contexto histórico de la guerra civil, junto con el fermento ideológico de los intelectuales camboyanos que regresaban de Francia, prepararon el escenario para la revolución JR y la violencia que propagaría.

### Operacionalización de la ideología a través de la violencia
Los Jemeres Rojos estaban decididos a convertir el país en una nación de campesinos en la que la corrupción y el "parasitismo" de la vida de la ciudad serían completamente desarraigados. La comunalización se implementó poniendo a hombres, mujeres y niños a trabajar en los campos, lo que interrumpió la vida familiar. El régimen afirmó haber "liberado" a las mujeres a través de este proceso y, según Zal Karkaria, "parecía haber implementado la doctrina de Engels en su forma más pura: las mujeres producían, por lo tanto, habían sido liberadas".
Bajo el liderazgo de Pol Pot, se vaciaron las ciudades, se abolió la religión organizada y se eliminaron la propiedad privada, el dinero y los mercados. Siguió una campaña de genocidio sin precedentes que condujo a la aniquilación de alrededor del 25% de la población del país, con gran parte de la matanza motivada por la ideología de los Jemeres Rojos que instaba a una "venganza desproporcionada" contra los opresores ricos y poderosos. Las víctimas incluyeron enemigos de clase como capitalistas ricos, profesionales, intelectuales, policías y empleados del gobierno (incluyendo la mayoría de los líderes de Lon Nol), junto con minorías étnicas como los chinos, vietnamitas, laosianos y los cham. 
El régimen de los Jemeres Rojos fue uno de los más brutales en la historia registrada, especialmente considerando lo breve que fue el gobierno del país. Sobre la base de un análisis de fosas comunes, el Programa de Mapeo DC-Cam y la Universidad de Yale estimaron que los Jemeres Rojos ejecutaron a más de 1,38 millones de personas. Si se cuentan las muertes por enfermedades y hambre, hasta 2,5 millones de personas murieron como resultado del gobierno de los Jemeres Rojos. Esto incluía a la mayoría de las poblaciones minoritarias del país. Por ejemplo, la población vietnamita étnica del país fue eliminada casi por completo; casi todos los vietnamitas étnicos que no huyeron inmediatamente después de la toma de posesión fueron exterminados.

## Fuerzas armadas
El Ejército Revolucionario de Kampuchea Democrática (en jemer: កងទ័ពបដិវត្តន៍កម្ពុជាប្រជាធិបតេយ្យ) (ERKD) era el nombre oficial de las fuerzas armadas de la Kampuchea Democrática, el estado gobernado por los Jemeres Rojos. El nombre "Ejército Revolucionario de Kampuchea Democrática" surgió por primera vez durante el levantamiento campesino que tuvo lugar en el distrito de Samlout, en la provincia de Battambang, en 1967. En la práctica, era un término general para nombrar a los grupos armados de los Jemeres Rojos. Después del establecimiento de la Kampuchea Democrática, las Fuerzas Armadas de Liberación Nacional del Pueblo Camboyano (FALNPC) dominadas por los Jemeres Rojos, de 68 000 miembros, completaron la conquista de Nom Pen, la capital de Camboya, en abril de 1975, las fuerzas de los jemeres rojos, pasaron a llamarse (Ejército Revolucionario de Kampuchea Democrática) (ERKD). Este nombre se remonta al levantamiento campesino que estalló en el distrito de Samlout, en la provincia de Battambang en 1967. Bajo su veterano comandante y ministro de Defensa, Son Sen, el ERKD tenía 230 batallones repartidos entre 35 y 40 regimientos, y entre 12 y 14 brigadas de combate. La estructura de mando de las unidades se basaba en unos comités de tres personas, en los cuales el comisario político de la unidad tenía el rango de comandante. Camboya fue dividida en zonas y en sectores especiales por el ERKD, cuyos límites cambiaron ligeramente con el paso de los años. Dentro de estas áreas, la primera tarea del ERKD, fue la ejecución de los antiguos oficiales de las Fuerzas Armadas Nacionales Jemeres (FANJ) y sus familias, los prisioneros eran ejecutados extrajudicialmente, así eran eliminados los enemigos de los jemeres rojos. La siguiente prioridad del ERKD, era consolidar en un nuevo ejército nacional las fuerzas separadas que operaban de forma más o menos autónoma en las distintas zonas. Las unidades de los jemeres rojos, eran comandadas por los secretarios de zona del partido comunista jemer, y estos secretarios eran miembros del partido y soldados del ejército, algunos de los cuales, presentaban algunas características de los señores de la guerra. Con frecuencia se enviaban tropas de una zona a otra para imponer la disciplina del partido, estos esfuerzos por disciplinar a los secretarios de zona y a sus cuadros disidentes e ideológicamente impuros, dieron lugar a las purgas que diezmarían las filas del ERKD, socavarían la moral del ejército rojo, y generarían las semillas de una futura rebelión, de esta manera, los jemeres rojos utilizaron al ERKD para sostener y alimentar su violenta campaña genocida.

## Historia
Tras la victoria de los jemeres rojos en 1975 se produjeron escaramuzas entre sus tropas y las fuerzas vietnamitas. Los camboyanos lanzaron un ataque sobre las islas vietnamitas de Phu Quoc y Tho Chu e hicieron incursiones en las provincias vietnamitas fronterizas. A finales de mayo, al mismo tiempo que Estados Unidos bombardeaba la refinería petrolífera de Kompung Sao tras el incidente del Mayagüez, fuerzas vietnamitas tomaron la isla de Poulo Wai, perteneciente a la Kampuchea Democrática. El mes siguiente, Pol Pot y Ieng Sary visitaron Hanói. Propusieron un tratado de amistad entre ambos países, idea que tuvo una acogida fría por parte de los dirigentes vietnamitas. Aunque Vietnam evacuó Poulo Wai en agosto, los incidentes continuaron a lo largo de la frontera nororiental de la Kampuchea Democrática.
Las relaciones entre la Kampuchea Democrática y Vietnam mejoraron en 1976, en parte debido a los problemas dentro del PCK. En mayo representantes de ambos países se reunieron en Phnom Penh para establecer una comisión de resolución de las disputas fronterizas. Vietnam se negaba a aceptar la Línea Brévié (demarcación colonial de fronteras marítimas entre los dos países) y las negociaciones se rompieron. A finales de septiembre, sin embargo, días después de que Pol Pot dimitiera como primer ministro (aunque ello fue una jugada política porque continuó con el poder), comenzó a operar una línea aérea entre Phnom Penh y Hanói.
Con Pol Pot de nuevo al frente del gobierno en 1977, la situación se deterioró rápidamente. Se produjo una escalada de incidentes a lo largo de todas las fronteras de la Kampuchea Democrática. Las fuerzas de los jemeres rojos atacaron pueblos en las zonas fronterizas de Tailandia, cerca de Aranyaprathet. El modo brutal en que murieron los campesinos tailandeses fue señalado como la primera prueba concreta registrada de las atrocidades de los jemeres rojos. También se produjeron incidentes en la frontera con Laos. Aproximadamente al mismo tiempo, localidades fronterizas vietnamitas fueron atacadas de nuevo. En respuesta, Vietnam lanzó ataques aéreos contra Camboya. En septiembre, la luchas fronterizas tuvieron como resultado unas 1000 muertes de civiles vietnamitas. El mes siguiente, el contraataque vietnamita movilizó a 20 000 soldados. El ministro de defensa de Vietnam, general Vo Nguyen Giap infravaloró la tenacidad de los jemeres rojos y tuvo que enviar 58 000 más en diciembre. El 6 de enero de 1978, las fuerzas de Giap comenzaron su retirada del territorio kampucheano. Aparentemente, los vietnamitas creyeron que habían dado una lección a Camboya, pero Pol Pot proclamó que esta «victoria» había sido aun mayor que la del 17 de abril de 1975.
En 1978 Vietnam decidió apoyar la resistencia interna al gobierno de Pol Pot, lo que tuvo como resultado que la zona oriental se convirtiera en un foco de insurrección. La histeria alcanzó niveles extremos dentro de la Kampuchea Democrática. En mayo de 1978, la víspera del levantamiento de So Phim en la zona oriental, la radio de Phnom Penh declaró que si cada soldado kampucheano mataba treinta vietnamitas, dos millones de soldados bastarían para eliminar a toda la población de Vietnam (de unos cincuenta millones en aquel momento). Los dirigentes de Phnom Penh albergaban grandes ambiciones de carácter territorial (como por ejemplo, recuperar la región del Delta del Mekong, que consideraban territorio jemer).
Las masacres de vietnamitas étnicos y de sus simpatizantes a manos de los jemeres rojos se intensificaron en la zona oriental tras la revuelta de mayo. En noviembre, Vorn Vet dirigió un golpe de Estado que no tuvo éxito. En aquel momento había decenas de miles de camboyanos y vietnamitas refugiados en territorio de Vietnam. El 3 de diciembre de 1978, Radio Hanoi anunció la formación del Frente Unido de Kampuchea para la Salvación Nacional. Se trataba de un grupo heterogéneo de comunistas y no comunistas que compartían su enemistad con el régimen de Pol Pot y una dependencia casi total de Vietnam. El Frente ofrecía la imagen de legitimidad que Vietnam necesitaba para invadir la Kampuchea Democrática y para el consiguiente establecimiento de un gobierno satélite en Phnom Penh.
Mientras transcurría 1978, la belicosidad camboyana en las áreas fronterizas había sobrepasado el umbral de tolerancia de Hanói. Los políticos vietnamitas optaron por una solución y el 22 de diciembre lanzaron una ofensiva para derrocar al gobierno de la Kampuchea Democrática. Una fuerza invasora de 120 000 hombres, que consistía en una combinación de artillería e infantería, se introdujo hacia las planicies del sureste de la Kampuchea Democrática. Tras una guerra relámpago que duró 14 días, Phnom Penh cayó el 7 de enero de 1979. Desde algunos reductos en la montaña y la jungla, Pol Pot y otros líderes jemeres reagruparon sus unidades y lanzaron una nueva llamada a las armas, reiniciando una obstinada insurgencia contra el régimen en el poder tal y como habían hecho en los años sesenta. Por el momento, la invasión vietnamita había conseguido deponer el gobierno establecido. Se instaló en el poder una nueva administración bajo la influencia de Hanói y comenzó la disputa tanto interna como internacional para aparecer como el gobierno legítimo, frente al de los jemeres rojos. Sin embargo, la paz no acababa de llegar a esta nación, desgarrada por la guerra. Aunque la insurgencia puesta en marcha por los jemeres rojos no fue capaz de derrocar al régimen provietnamita, sí lo fue de mantener al país en un estado permanente de inseguridad.

## Decadencia

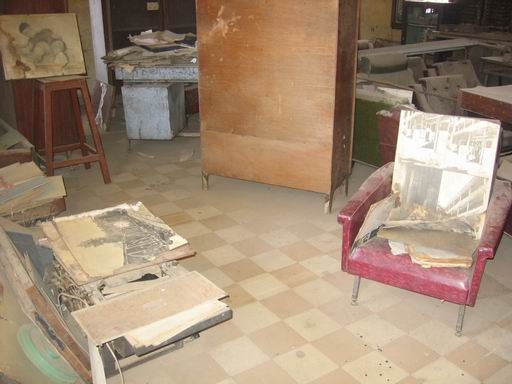
Los archivos de S-21, el principal centro de torturas de la Kampuchea Democrática en donde se conservan evidencias de los actos sangrientos del régimen.

En septiembre de 1977, se reveló que el «Angkar» es el Partido Comunista Camboyano, (PCC). Se producen considerables hambrunas en el país, comienzan conflictos en las fronteras con Tailandia, Laos y Vietnam y este último comienza a tener más relaciones con la URSS que con China.
Pol Pot anunciaría en diciembre de 1976 a todos los oficiales que debían prepararse para una guerra de guerrillas y convencional y por primera vez habla de Vietnam como «enemigo de la Kampuchea Democrática». El 27 de enero de 1977 una incursión de los jemeres rojos asesinó a 30 campesinos tailandeses mientras empezaban a causar disturbios en las fronteras con Laos. Pero los acontecimientos más graves se darían en la frontera con Vietnam: según los informes vietnamitas, desde marzo de 1977 los jemeres rojos lanzaron continuos ataques en la zona suroccidental de Vietnam con incursiones que atacaron al ejército de ese país y a la población campesina, especialmente en Ha Tien y Chau Doc. Dichos informes vietnamitas coinciden con testimonios de refugiados de ese país en el exterior según los Archivos Contemporáneos de Keesing. Pol Pot aseguraba entonces que el enemigo Vietnam, no se «atrevería a atacarnos» porque, según su modo de ver, Vietnam era menos potente que Camboya (posiblemente confiado en la amistad que tenía con China y la enemistad de China con Vietnam). Para Pol Pot, la manera en la que Vietnam atacaba a Camboya no era abiertamente sino de manera silenciosa, infiltrándose en las filas jemer. Esto lo llevaría a desarrollar una auténtica paranoia que lo llevaría a buscar el «enemigo oculto» en el interior de su propio partido. Por el contrario, Vietnam siempre se referiría al comunismo camboyano como «su hermano», según lo testimonian refugiados camboyanos que entraron en territorio de ese país en 1977. Sería solo a partir de 1978 cuando las autoridades vietnamitas comenzarían a ver a los jemeres rojos desde otra perspectiva.
Kampuchea Krom fue una antigua provincia camboyana que pasó a manos de los vietnamitas en el siglo XIX y que hoy es el sur de Vietnam. En la actualidad existe una población significativa de vietnamitas de etnia jemer que se sienten naturalmente más cercanos a su patria ancestral que a Vietnam. Desde la perspectiva de Pol Pot la «recuperación» de dicho territorio era un deber histórico para Camboya y ese fue el principal causante de los ataques en el suroccidente del Vietnam en donde murieron numerosos campesinos, tanto de etnia jemer como vietnamita.
El 6 de enero de 1978 Pol Pot se dirigiría así a las tropas en la zona oriental:

Cada camboyano ha de matar 30 vietnamitas con el fin de avanzar hacia la liberación, luchar fuertemente para recuperar el sur de Vietnam.

En una entrevista que hizo Ben Kiernan a Heng Sarim sobre el propósito de las incursiones en Vietnam, este respondió:

Él dijo [Pol Pot] que teníamos que liberar esa parte y hacer rebelarse a la gente del sur y derrocar a Vietnam y tomar el sur... Él nos dijo que teníamos que motivar a los jemeres que vivían en el sur de Vietnam, los «jemeres krom», a alzarse en rebelión.

Mientras los jemeres rojos se concentraban en atacar a todos sus «enemigos», la radio de Phnom Penh convocaba a los habitantes del oriente del país a «levantar las banderas del celo nacional, confrontar el deber de odio y de sangre en contra del... expansionismo y el anexionismo».
En 1978 Pol Pot lanzó una campaña para «descubrir» lo que él llamaba «el enemigo oculto»: su idea era que el Partido y el Ejército estaban infiltrados de vietnamitas y de agentes de la CIA; hizo que muchos de sus hombres fueran detenidos, interrogados, torturados y ejecutados. La teoría del régimen fue que dentro del Partido había «enemigos» y que ubicarlos y eliminarlos era una obligación a toda costa. Los «enemigos contrarrevolucionarios» debían desaparecer en un proceso que Pol Pot llamó de «barrida y limpieza» (boh somat). Uno de los lemas del partido era «una mano para la producción y otra para combatir al enemigo». Vann Nath, uno de los pocos sobrevivientes de S-21, dijo a Alexander Hinto que «la palabra del enemigo tenía un gran poder... al escucharla, todos nos poníamos nerviosos».
El «enemigo oculto» se volvió una obsesión para Pol Pot y si no existían, él mismo los crearía bien pronto. Para él, los «enemigos externos» eran visibles, fáciles de identificar y de combatir, pero los «enemigos en el interior» eran una tarea en la que todos debían implicarse. En su anuncio de la existencia del Partido Comunista de Kampuchea (PCK), dijo a la asamblea:

Dentro de la sociedad camboyana existen semejantes contradicciones de vida y muerte como enemigos que pertenecen a variadas redes de espionaje trabajando para los imperialistas y reaccionarios internacionales que planean entre nosotros llevar a cabo acciones subversivas, actividades en contra de la revolución... Esos elementos son un número reducido, solo un uno o dos por ciento de la población.

Interpretando literalmente las palabras del discurso de Pol Pot y siguiendo la lectura de Chandler, un uno o dos por ciento de la población camboyana entonces representaba 140 mil personas de 7 millones de habitantes, es decir, todas esas personas estaban consideradas «enemigos del Estado». Pol Pot decía que los enemigos no podían ser tratados de la misma manera: unos debían ser «reeducados» y otros debían ser «neutralizados». Al mismo tiempo que se mantenía dicho discurso, cientos de personas eran interrogadas, torturadas y ejecutadas en S-21.
En 1978, durante el aniversario de Partido Comunista de Kampuchea, Pol Pot expresó:

El 17 de abril de 1975 significó una gran victoria como nunca se había visto en más de dos mil años de historia de Kampuchea. Matar a los enemigos de la revolución fue otra meticulosa victoria próxima a los eventos del 17 de abril.

El 10 de mayo del mismo año en una transmisión de Radio Kampuchea Democrática dirigiría las siguientes palabras en el contexto de los ataques a Vietnam: 

Debemos combatir para defender la independencia, soberanía e integridad territorial de Camboya. Debemos vivir autónomamente, defendiéndonos. Debemos tratar de eliminar el creciente número de enemigos, tantos como nos sea posible y tratar de mantener nuestras fuerzas al máximo. Tenemos una fuerza pequeña, pero tenemos que atacar fuerzas grandes. Ese es nuestro lema guía.

Los ataques reiterados a territorio vietnamita y las persecuciones dentro del propio partido se combinarían para precipitar rápidamente el fin del régimen. Comenzó ya desde 1978 una oleada de deserciones que prepararían los elementos para una nueva historia en suelo camboyano: la invasión vietnamita efectuada con los propios camboyanos.